# East of England
East of England (Đông Anh) là một trong chín vùng chính thức cấp một phục vụ mục đích thống kê tại Anh. Vùng được hình thành vào năm 1994 và tiến hành thống kê từ năm 1999. East of England gồm các hạt nghi lễ Bedfordshire, Cambridgeshire, Essex, Hertfordshire, Norfolk và Suffolk. Essex là hạt đông dân nhất trong vùng. Dân số vùng đạt 5.847.000 theo điều tra vào năm 2011. Các thành thị đông dân nhất trong vùng là Bedford, Luton, Basildon, Peterborough, Southend-on-Sea, Norwich, Ipswich, Colchester, Chelmsford và Cambridge. Phần phía nam của vùng nằm trong vành đai việc làm Luân Đôn.
Vùng có phạm vi độ cao thấp nhất tại Anh Quốc, bờ biển Bắc Cambridgeshire và Essex chiếm hầu hết trong số khoảng 5% diện tích vùng nằm dưới 10 m so với mực nước biển. The Fens nằm một phần tại Bắc Cambridgeshire, nổi tiếng vì có điểm thấp nhất toàn quốc thuộc làng Holme với -2,75 m so với mực nước biển. Điểm cao nhất nằm tại Clipper Down với độ cao 249 m. Basildon và Harlow (Essex), cùng với Stevenage và Hemel Hempstead (Hertfordshire), là các đô thị mới quy mô lớn trong thập niên 1950 vá 1960, phần lớn ngành công nghiệp của vùng nằm tại đó. Đại học chính trong vùng là Đại học Cambridge, cũng là đại học quan trọng hàng đầu tại Anh.
| Bản đồ                  | Hạt nghi lễ                  | Hạt hành chính/nhất thể | Huyện            |
| ----------------------- | ---------------------------- | --- | ---------------- |
|                         | Essex                        | 1. Thurrock U.A. | 1. Thurrock U.A. |
| 2. Southend-on-Sea U.A. | Essex                        | |                  |
| 3. Essex                | Essex                        | a) Harlow, b) Epping Forest, c) Brentwood, d) Basildon, e) Castle Point, f) Rochford, g) Maldon, h) Chelmsford, i) Uttlesford, j) Braintree, k) Colchester, l) Tendring |                  |
| 4. Hertfordshire        | 4. Hertfordshire             | a) Three Rivers, b) Watford, c) Hertsmere, d) Welwyn Hatfield, e) Broxbourne, f) East Hertfordshire, g) Stevenage, h) North Hertfordshire, i) St Albans, j) Dacorum     |                  |
| Bedfordshire            | 5. Luton U.A.                | 5. Luton U.A. |                  |
| Bedfordshire            | 6. Bedford U.A.              | |                  |
| Bedfordshire            | 7. Central Bedfordshire U.A. | |                  |
| Cambridgeshire          | 8. Cambridgeshire            | a) Cambridge, b) South Cambridgeshire, c) Huntingdonshire, d) Fenland, e) East Cambridgeshire                                                                           |                  |
| Cambridgeshire          | 9. Peterborough U.A.         | |                  |
| 10. Norfolk             | 10. Norfolk                  | a) Norwich, b) South Norfolk, c) Great Yarmouth, d) Broadland, e) North Norfolk, f) Breckland, g) King's Lynn and West Norfolk                                          |                  |
| 11. Suffolk             | 11. Suffolk                  | a) Ipswich, b) Suffolk Coastal, c) Waveney, d) Mid Suffolk, e) Babergh, f) St. Edmundsbury, g) Forest Heath                                                             |                  |